# Maignaut-Tauzia
Maignaut-Tauzia é uma comuna francesa na região administrativa de Occitânia, no departamento de Gers. Estende-se por uma área de 11,14 km². Em 2010 a comuna tinha 249 habitantes (densidade: 22,4 hab./km²).